# Los viejos estandartes
Los viejos estandartes (hiszp.stare sztandary) – od 1975 roku jest oficjalnym hymnem Armii Chilijskiej. Tekst utworu został napisany przez Jorge Inostrosa do muzyki Willy'ego Buscuñána. Inspiracją do jego powstania był powrót do Chile generała Manuela Baquedano ze zwycięskiej kampanii podczas wojny o saletrę w 1881 roku.